# 國際NICONICO電影節
國際NICONICO電影節是線上影片分享網站NICONICO動畫舉辦的電影節。NICONICO動畫認為其他電影節的對象只有一些專業製作的影片，所以對作品的種類沒有特別限制，只要是1秒至15分鐘長度、沒有侵犯版權的原創作品即可參選。電影節由構思至實際發表的準備時間只有三個月，目標是把作品於電影院播放。第一屆於11月26日發表結果。正式審評員包括手塚治虫的兒子手塚真、舞蹈家、藝人松嶋初音、2ch創立人西村博之。第三屆開始出現職業漫畫家和聲優合作的作品。

## 第一屆
第一屆於2007年11月1日至11月11日募集作品，11月26日發表結果。共收到204份作品，其中26正式入選候選。評審嘉賓是Kingrecords常務取締役大月俊倫（嘉賓）和NICONICO動畫用戶代表若村P。

### 獲獎作品
- NICONICO大獎：http://www.nicovideo.jp/watch/sm1493205 （页面存档备份，存于）
- 大月獎：http://www.nicovideo.jp/watch/sm1425238 （页面存档备份，存于）
- 很厲害獎：http://www.nicovideo.jp/watch/sm1467858 （页面存档备份，存于）

另外，最初落選的是1秒動画（RC2） （页面存档备份，存于）（因不夠1秒而落選）和http://www.nicovideo.jp/watch/sm1423400 （页面存档备份，存于）。

### 批評
獲得大獎的影片的內容主要是兩個穿著緊身衣的人以棍子毆打一個穿聖誕老人裝的人，因明顯的暴力而被NICONICO用戶嚴重批評，部分人更懷疑主要推薦此影片的松嶋初音的人格，甚至出現人身攻擊。2007年11月27日，松嶋初音於自己的blog謝罪，表示當時沒有發覺這是暴力，只當作是一種黑色幽默，並說下一屆大概不會再被邀請為評選員。

## 第二屆後
因第一屆的批評而改變部分規則：評審員先決定30份作品並公開，參考NICONICO動畫用戶的意思，然後選擇其中15份再評審才發表獲獎資料。另外，為了避免獲獎作品被攻擊，獲獎者可以選擇拒領獎項。

### 獲獎作品
- 第二屆
  - 評選嘉賓是攝影家勝谷誠彥、動畫製作人里見哲朗和NICONICO動畫用戶代表。
  - 勝谷獎：夢遊 （页面存档备份，存于）
  - 獎：塊男高校校歌 （页面存档备份，存于）
  - 獎：日常的腦内思考 （页面存档备份，存于）
  - 遊戲獎：http://www.nicovideo.jp/watch/sm1740452 （页面存档备份，存于）
- 第三屆NICONICO大獎：，其餘見第三屆發表頁 （页面存档备份，存于）。
- 第四屆NICONICO大獎：，其餘見第四屆發表頁 （页面存档备份，存于）。
- 第五屆NICONICO大獎：，其餘見第五屆發表頁 （页面存档备份，存于）。